# Famille Stazio
Pour l’article homonyme, voir Abbondio Stazio.
 (juillet 2024).
La famille Stazio, également Stacio ou Statio, est une famille patricienne de Venise, originaire de Lugano, un des bailliages italiens fournis aux Suisses. S'étant enrichie par le négoce elle fut admise a la noblesse en 1653, pendant la guerre de Candie.

## Armes

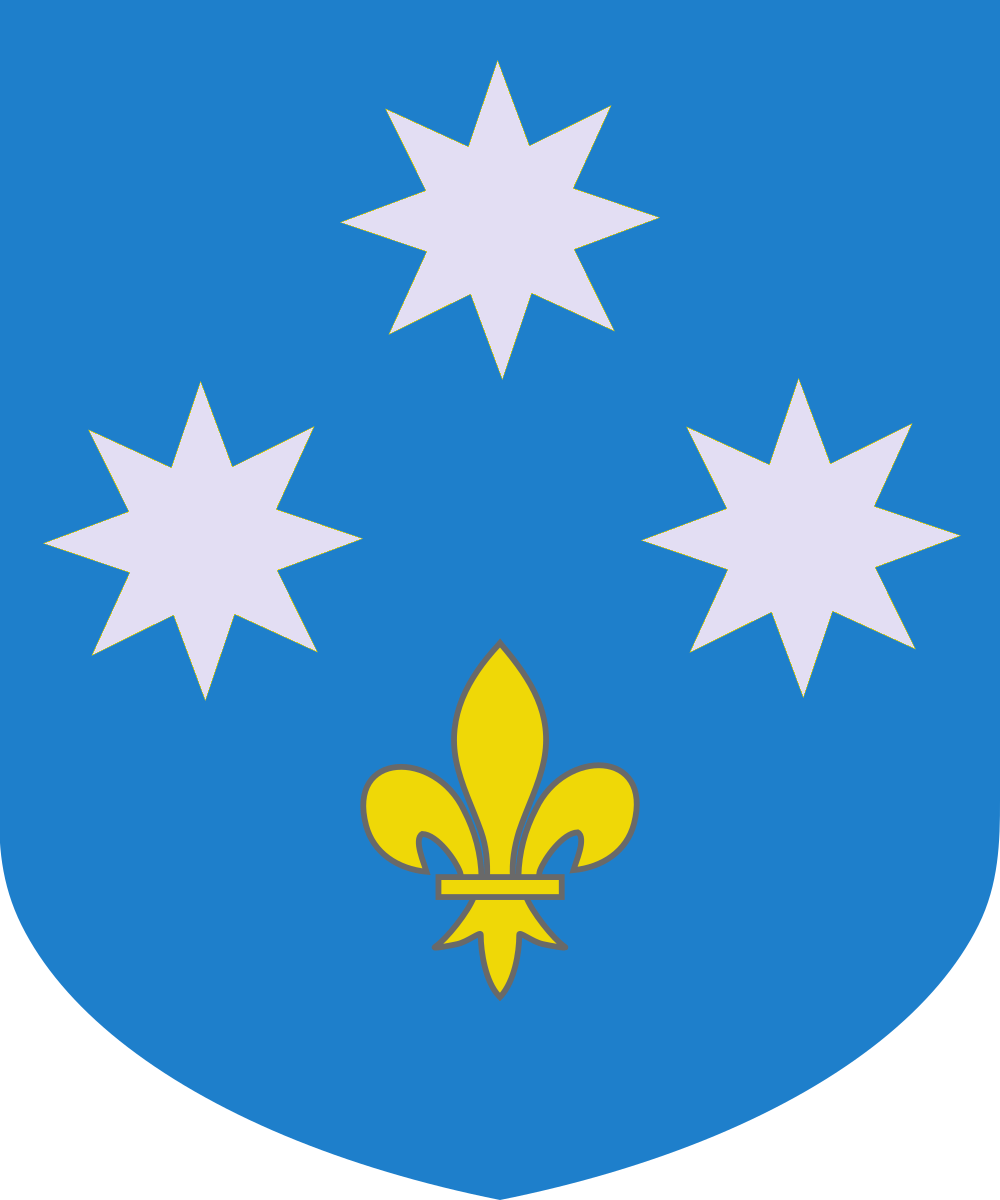
armes des Stazio

Les armes des Stazio se blasonnent ainsi d'azur, à une fleur-de-lys d'or en pointe, acc. en chef de trois étoiles mal ordonnées d'argent.